# Mekong Delta
Mekong Delta (с англ. Дельта Меконга) — немецкая прогрессив/трэш-метал-группа, созданная в 1985 году.

## История
История этой группы была некогда полностью засекречена, а музыканты, которые заложили фундамент группы, взяли себе псевдонимы. Первоначально в состав группы входили участники Rage Йохан Шрёдер, Пиви Вагнер и Йорг Михаэль. Вокалистом в новоиспечённом коллективе стал Вольфганг Боргманн. На сегодняшний день ни один участник из исходного состава не играет в группе.
Первой переменой в составе стала замена Йохана двумя гитаристами из Living Death Райнером Келхом и Франком Фрике. Вскоре группу покинул и басист — Пиви Вагнер, так как он решил полностью сконцентрироваться на Rage. Его место занял Ральф Хуберт — на сегодняшний день неизменный лидер коллектива, который, к тому же, является продюсером всех альбомов группы.
Перед выпуском дебюта Mekong Delta (1987), участники группы взяли себе псевдонимы, и что творилось внутри группы, стало неизвестным.
Уже в это время группа обратилась к творчеству Модеста Мусоргского, включив в альбом обработку произведения Избушка на курьих ножках (Баба-Яга).
Следующим номером в дискографии Mekong Delta стал концептуальный альбом The Music of Erich Zann. Вокруг этого альбома активно циркулировали слухи, что он будет последним. Однако уже через год вышел сингл Toccata. На нём группа сменила гитариста Келха. Новым участником группы стал Уве Балтруш. Ещё через год свет увидел новый альбом The Principle of Doubt. После его выхода было принято решение, что Уве будет играть все партии гитары в одиночку, а Франк Фрике получит возможность заниматься другими стилями музыки.
В 1990 году выходит альбом Dances of Death. Примечателен тот факт, что в альбом вошла металлическая обработка произведения Модеста Мусоргского Ночь на лысой горе. В ходе записи Вольфганг Боргманн покидает группу, он аргументировал это тем, что музыкальный материал не совсем подходит его стилю. Замена Вольфгангу нашлась в лице Дуга Ли, бывшего вокалиста Siren. Йорг Михаэль тоже не заставил себя долго ждать и покинул группу сразу после записи альбома. Он был заменён на Швейцарского барабанщика Петера Хааса.
В 1991 году завеса тайны с коллектива медленно спала, и группа отправилась в небольшое турне по Голландии и Германии, играя в частности с Depressive Age. Для того, чтобы играть песни с альбомов группы было реальным, группу поддерживал сессионный гитарист. Результатом концертной деятельности стал живой альбом Live at an Exhibition, записанный 13 октября 1991 года в Германии.
В 1992 году на прилавках музыкальных магазинов появился очередной альбом группы — Kaleidoscope. Он помог группе приобрести новых фэнов. На этом альбоме была сделана кавер версия на песню Genesis «Dance on a Volcano». Годом позже вышел сборник Classics, который содержал все металлические переработки классических произведений, когда-либо появлявшихся в репертуаре Mekong Delta. Однако почему-то в альбом не вошла композиция «Sabre Dance» (Танец с саблями Арама Хачатуряна) с альбома Kaleidoscope.
Новый альбом Visions Fugitives увидел свет в 1994 году. Музыкально он был ориентирован на предыдущие опыты группы — The Principle of Doubt и Dances of Death. Также, как и на предыдущих дисках, Visions Fugitives содержал классическую вещь в шести частях.
Затем последовало затишье в рядах группы продолжительностью в два года. Его окончание было ознаменовано альбомом Pictures at an Exhibition. Этот альбом был полностью инструментальным, поэтому Дуг Ли не был упомянут в буклете к диску. Диск является концептуальным и являет собой цельную пьесу Модеста Мусоргского. Немного погодя вышел компакт-диск с большим количеством информации о коллективе и о самом Мусоргском.
В 1996 и 1997 году вышли переиздания заново смикшированных шести первых альбомов.
Тишина продолжалась 8 долгих лет, пока не вышел сборник The Principle of Doubt (Ambitions). За это время относительно группы витало множество слухов, даже таких, что лидер группы Ральф Хуберт умер. К счастью, Ральфу всего лишь требовалось время, чтобы отдохнуть от всей этой музыкальной суеты. В конце 2005 года он пригласил в группу гитариста Питера Лейка из шведской группы Theory in Practice. Позже стало известно, что в группу планирует вернуться барабанщик Петер Хаас. Однако, вскоре он передумал. В конце концов барабанщиком группы стал Ули Куш. После формирования состава накопилось достаточно материала, чтобы выпустить альбом. Оставалось лишь найти вокалиста. Им стал Лешек «Лео» Шпигель, бывший голос Crows и Wolf Spider. В составе Хуберт, Лейк, Куш, Шпигель группа записала альбом Lurking Fear, выпущенный 31 августа 2007 года.
Новый альбом, получивший название Wanderer on the Edge of Time вышел 22 июня 2010 года.

## Состав

### Текущий состав
- Ральф Хуберт — бас
- Алекс Ланденбург — ударные
- Мартин ЛеМар — вокал
- Питер Лейк — гитара
- Эрик Адам Х. Грёш — гитара

### Бывшие участники
Вокал
- Вольфганг Боргманн (1987—1990)
- Дуг Ли (1990—1994)
- Лешек "Лео" Шпигель (2006—2008)

Гитара
- Йохен Шрёдер (1985—1987)
- Франк Фрике (1987—1989)
- Райнер Келх (1987—1989)
- Джордж Сирмбос (1991)
- Уве Бальтруш (1989—1997)
- Бенедикт Зимняк (2008—2014)

Бас-гитара
- Петер «Peavey» Вагнер (1985—1987)

Ударные
- Ули Куш (2006–2008)
- Йорг Михаэль (1985—1991)
- Петер Хаас (1991—1997)

## Дискография

### Номерные альбомы
| Название                                    | Участники                                                                            | Год выпуска | Лейбл                       |
| ------------------------------------------- | ------------------------------------------------------------------------------------ | ----------- | --------------------------- |
| Mekong Delta                                | Вольфганг Боргманн / Райнер Келх / Франк Фрике / Ральф Хуберт / Йорг Михаэль         | 1987        | Aaarrg Records (AAARRG 004) |
| The Music of Erich Zann                     | Вольфганг Боргманн / Райнер Келх / Франк Фрике / Ральф Хуберт / Йорг Михаэль         | 1988        | Aaarrg Records (AAARRG 11)  |
| The Principle of Doubt                      | Вольфганг Боргманн / Франк Фрике / Уве Бальтруш / Ральф Хуберт / Йорг Михаэль        | 1989        | Aaarrg Records              |
| Dances of Death (And Other Walking Shadows) | Дуг Ли / Уве Бальтруш / Ральф Хуберт / Йорг Михаэль                                  | 1990        | Aaarrg Records              |
| Kaleidoscope                                | Дуг Ли / Уве Бальтруш / Ральф Хуберт / Петер Хаас                                    | 1992        | I.R.S.                      |
| Visions Fugitives                           | Дуг Ли / Уве Бальтруш / Ральф Хуберт / Петер Хаас                                    | 1994        | I.R.S., Bulletproof Records |
| Pictures at an Exhibition                   | Уве Бальтруш / Ральф Хуберт / Петер Хаас                                             | 1996        | I.R.S., Bulletproof Records |
| Lurking Fear                                | Лешек «Лео» Шпигель / Питер Лейк / Ральф Хуберт / Ули Куш                            | 2007        | AFM Records                 |
| Wanderer on the Edge of Time                | Мартин ЛеМар / Ральф Хуберт / Эрик Адам Х. Грёш / Бенедикт Зимняк / Алекс Ланденбург | 2010        | AAARRG Music                |
| Intersections                               | Мартин ЛеМар / Ральф Хуберт / Эрик Адам Х. Грёш / Бенедикт Зимняк / Алекс Ланденбург | 2012        | Steamhammer / SPV           |
| In A Mirror Darkly                          | Мартин ЛеМар / Ральф Хуберт / Эрик Адам Х. Грёш / Бенедикт Зимняк / Алекс Ланденбург | 2014        | Steamhammer                 |
| Tales of a Future Past                      | Мартин ЛеМар / Ральф Хуберт / Питер Лейк / Алекс Ланденбург                          | 2020        | Butler Records              |

### Синглы/EP
- The Gnome (EP, 1987)
- «Toccata» (Сингл, 1989)

### Концертные альбомы
- Live at an Exhibition (1991)

### Сборники
- Classics (1993)
- The Principle of Doubt (Ambitions) (2005)
- Intersections (2012)

### DVD
- Live in Frankfurt 1991 (2007)